# Lăng Thoại Thánh
Lăng Thoại Thánh (瑞聖陵), còn gọi là lăng Thụy Thánh, nằm trên đồi thông cạnh chân dãy núi Thiên Thọ, trong quần thể lăng Gia Long (Định Môn, Hương Trà) là lăng mộ của Hiếu Khang hoàng hậu (孝康皇后) Nguyễn Thị Hoàn (1736-1811), mẹ của vua Gia Long. Đây là lăng của mẹ vị vua đầu triều Nguyễn và cũng là lăng của một bà Hoàng Thái Hậu được xây dựng sớm nhất dưới triều Nguyễn.

## Lịch sử
Theo các tài liệu lịch sử, bà Nguyễn Thị Hoàn là người ôn nhu và yêu thương mọi người, vua Gia Long cũng vô cùng kính hiếu với bà. Năm 1807, sau khi lên ngôi Hoàng đế, vua Gia Long tôn bà làm Hoàng thái hậu. Năm 1803 vua xây cung Trường Thọ, đích thân làm lễ chúc mừng cho mẹ.
Năm 1811, khi bà mất, vua Gia Long tôn thuỵ là: "Ý Tĩnh Huệ Cung An Trinh Từ Hiến Hiếu Khang Hoàng Hậu". Bài vị của bà hiện được hiệp thờ cùng đức Hưng Tổ tại Hưng Miếu - Đại Nội.

## Kiến trúc
Lăng Thoại Thánh là một công trình kiến trúc lăng tẩm tương đối có quy cách, có giá trị cao về nghệ thuật kiến trúc và trang trí. Lăng quay về hướng chính Nam (tọa tý hướng ngọ), dùng núi Rệ làm tiền án. Kiến trúc bao gồm khu vực tẩm điện (nơi thờ) ở bên trái của lăng mộ, hai bên có tả hữu phối điện, phía trước có nghi môn, xung quanh xây tường gạch, trên núi trồng thông. Mặc dù thời gian và chiến tranh in dấu rõ lên kiến trúc của lăng Thoại Thánh, nhưng vẫn có thể nhận thấy một số dấu tích tạo hình tiêu biểu, độc đáo của mỹ thuật thời Nguyễn còn sót lại.

### Phần lăng mộ
Trước khu lăng mộ có hồ vuông (88m x 77m) từng được trồng rất nhiều hoa súng, phía trước xây dựng hai trụ biểu uy nghi, trầm mặc.
Trước cửa lăng là 4 tầng sân lát gạch, các sân chầu được xây dựng theo kiểu sân sau cao hơn sân trước và trên phần cao nhất là Bửu thành với cổng chính vào khu vực tẩm mộ. Khu vực sân tầng có bọc tường thấp và bước từ sân này lên sân kia là những bậc cấp hai bên có cặp rồng chầu đối xứng. Những cặp rồng chầu đối xứng tại các bậc cấp nối giữa 4 sân chầu vẫn còn đủ với chất liệu nề đắp nổi trang trí tinh xảo, nét tạo hình vững chắc, khỏe khoắn được thể hiện trên những vẩy rồng kép, vây và đuôi trong sự đan xen của mây cuộn. Tạo hình những đôi rồng chầu ở lăng Thoại Thánh có điều khác biệt hiếm thấy, đó là tả rất kỹ về các họa tiết trang trí, từ cái đầu rồng hoa văn hóa, các hoa văn sóng xoáy tròn theo kiểu thức thủy ba, những hình lá lật tinh tế bởi chất liệu nề vữa đặc tả tinh xảo. Hình ảnh long vân trong không gian mây nước cuộn sóng mạnh mẽ thật khác thường so với các họa tiết long ẩn vân trang trí tại các công trình kiến trúc cung đình khác.
Cổng chính đi vào bửu thành được xây dựng đơn giản những vẫn có những họa tiết trang trí bằng chất liệu khảm sành sứ theo các chủ đề trang trí phổ biến thời Nguyễn như: tứ linh, bát bửu, tứ thời, bát quả...
Bước qua cánh cổng bửu thành là bình phong lớn bằng nề. Bửu phong (nấm mộ) làm bằng đá Thanh, ngoài có 2 vòng tường thành bảo vệ, vòng trong chu vi 89m, cao 3,4m, vòng ngoài chu vi 138m, cao 3,6m; cửa ngoài kiểu cổng vòm; trước sau đều có bình phong xây gạch che chắn. Bửu phong và hương án bằng chất liệu đá với hình khối đơn giản đặc trưng rất gần với kiểu mộ "trúc cách cổ lâu" ở lăng Gia Long, nóc mộ chỉ là mái đá bình thường không có trang trí chạm trổ hình rồng phượng như thường thấy tại lăng các bà hoàng thời Nguyễn sau này. Hương án đặt trước bửu phong được làm bằng đá nguyên khối, phần đế và chân được trang trí với hoa văn kỷ hà đơn giản, ở bốn chân của hương án ta cũng chưa thấy hình tượng hổ phù như các hương án triều Nguyễn niên đại sau này.

### Phần tẩm điện
Phần tẩm điện nằm trong một vòng thành dài 108m, rộng 63m, cao 3,7m. Điện chính vốn gần giống điện Minh Thành, kiểu nhà kép, mặt nền 25m x 19,5m, trước sau còn có tả hữu tòng viện, tả hữu tòng tự, nhưng tất cả đã đổ nát.